# パンと恋と嫉妬
『パンと恋と嫉妬』（パンとこいとしっと、イタリア語: Pane, amore e gelosia）は、1954年製作・公開、ルイジ・コメンチーニ監督によるイタリアの映画である。イタリア式コメディの1作で、『パンと恋と夢』の続篇である。

## 略歴・概要
本作は、1953年にティタヌスが製作・配給して同年12月22日、イタリア国内で公開された『パンと恋と夢』のヒットと高評価を受けての続篇で、翌年に同社が製作、ラツィオ州ローマ県ローマ市内にある同社撮影所でセット撮影、同県カステル・サン・ピエトロ・ロマーノ、および南部のアブルッツォ州でロケーション撮影を行って完成、同社が配給して同年12月6日、イタリア国内で公開された。1955年のナストロ・ダルジェント賞では、ティナ・ピカが助演女優賞を獲得した。
日本では、『パンと恋と夢』の続篇として連続的に劇場公開されることはなく、時期は不明であるが、NHK衛星第2放送で放映され、日本への初めての紹介となった。日本でのビデオグラムは、2010年8月現在、未発売である。

## スタッフ
- エグゼクティヴプロデューサー : ニーノ・ミディアーノ （Nino Midiano [3]）
- プロデューサー : マルチェロ・ジロージ （Marcello Girosi [4]）
- 監督 : ルイジ・コメンチーニ
- 原作 : ルイジ・コメンチーニ、エットーレ・マリア・マルガドンナ （Ettore Margadonna）
- 脚本 : ルイジ・コメンチーニ、エットーレ・マリア・マルガドンナ、エドゥアルド・デ・フィリッポ （Eduardo De Filippo）、ヴィンセンツォ・タラリコ （Vincenzo Talarico）
- 撮影 : カルロ・モンテュオリ （Carlo Montuori [5]）
- 美術 : ガストーネ・メディン （Gastone Medin [6]）
- 装置 : ウーゴ・ペリコーリ （Ugo Pericoli [7]）
- 編集 : マリオ・セランドレイ （Mario Serandrei）
- 音楽 : アレッサンドロ・チコニーニ （Alessandro Cicognini）

## キャスト
クレジット順
- ヴィットリオ・デ・シーカ - Il maresciallo Antonio Carotenuto
- ジーナ・ロロブリジーダ - Maria De Ritis, detta 'La Bersagliera'
- マリーザ・メルリーニ （Marisa Merlini） - Annarella Mirziano, la levatrice
- ロベルト・リッソ （Roberto Risso） - Il carabiniere Pietro Stelluti
- マリア・ピア・カシリオ （マリア＝ピア・カシリオ、Maria-Pia Casilio） - Paoletta, la nipote del parroco
- ヴィルジリオ・リエント （Virgilio Riento） - Don Emidio, il parocco
- サーロ・ウルツィ （Saro Urzì） - Don Nicola, il capocomico
- ティナ・ピカ （Tina Pica） - Caramella, la domestica
- テクラ・スカラーノ （Tecla Scarano） - Teresinella, la domestica di Annarella
- ヴィットリア・クリスポ （Vittoria Crispo [8]） - Maria Antonia De Ritis, madre de la 'Bersagliera'
- メンモ・カロテヌート （Memmo Carotenuto） - Il carabiniere Sirio Baiocchi
- ファウスト・グエルツォーニ （Fausto Guerzoni） - L'uomo col cannocchiale
- ニーノ・ヴィンジェルリ （Nino Vingelli） - Don Vincenzino, il venditore ambulante
- ジジ・レデル （Gigi Reder） - Ricuccio
- ニコ・ペペ （Nico Pepe） - Il maresciallo Spotti
- アッティリオ・トレッリ （Attilio Torelli [9]） - Rumbumbù, il negoziante di generi alimentari
- チッコ・リッソーネ （Checco Rissone） - Il barbiere
- マリオ・メニコーニ （Mario Meniconi [10]） - Matteo
- レナート・ナヴァリーニ （Renato Navarrini [11]） - Un attore di varietà
- ニーノ・インパラート （Nino Imparato [12]） - Il piccolo Ottavio

## 関連事項
- イタリア式コメディ
- パンと恋と夢
- 殿方ごろし

## 註
1. 1 2 3  Frisky, Internet Movie Database （英語）, 2010年8月12日閲覧。
2. 1 2 3  パンと恋と嫉妬、allcinema ONLINE、2010年8月12日閲覧。
3. ↑  Nino Midiano - IMDb（英語）, 2010年8月12日閲覧。
4. ↑  Marcello Girosi - IMDb（英語）, 2010年8月12日閲覧。
5. ↑  Carlo Montuori - IMDb（英語）, 2010年8月12日閲覧。
6. ↑  Gastone Medin - IMDb（英語）, 2010年8月12日閲覧。
7. ↑  Ugo Pericoli - IMDb（英語）, 2010年8月12日閲覧。
8. ↑  Vittoria Crispo - IMDb（英語）, 2010年8月12日閲覧。
9. ↑  Attilio Torelli - IMDb（英語）, 2010年8月12日閲覧。
10. ↑  Mario Meniconi - IMDb（英語）, 2010年8月12日閲覧。
11. ↑  Renato Navarrini - IMDb（英語）, 2010年8月12日閲覧。
12. ↑  Nino Imparato - IMDb（英語）, 2010年8月12日閲覧。